# Хайнрих I фон Гумпенберг
Хайнрих I фон Гумпенберг (на немски: Heinrich I. von Gumppenberg; † 1351) e благородник от стария баварски род фон Гумпенберг, императорски „вицедоминус“ в Херцогство Бавария.
Той е син на рицар Хилтпрандус де Гумпенберг († сл. 1281) и първата му съпруга му фон Ирингсбург/Айразбург. Баща му се жени втори път във Фюрт за фон Заксенхаузен и втори път за Аделхайд фон Айзенхофен. Той е брат на Петриса фон Гумпенберг, омъжена за Ханс фон Херцхаузен, и на Агнес фон Гумпенберг († 1325), омъжена за Либхард фон Заксенхаузен.
През 1280 г. баща му Хилтпрандус и баварският „вицедоминус“ Викнанд фон Айразбург купуват от граф Бертхолд фон Грайфсбах фогтая на селото Пьотмес в Бавария. Той плаща със зестрата на съпругата му фон Айразбург.
Хайнрих I фон Гумпенберг е императорски „вицедоминус“. През 1310 г. той получава от херцог Лудвиг Баварски, по-късният император (1328), висша съдебна власт в Пьотмес и 1324 г. пазарно право. Синовете му Хайнрих II и Стефан I основават две линии.
През 1411 г. фамилията фон Гумпенберг получава титлата „наследствен маршал“ на Горна Бавария, която имат до 1808 г.
На 16 януари 1571 г. император Максимилиан II издига фамилията на имперски фрайхер. Потомците на Хайнрих I фон Гумпенберг стават по-късно държавни чиновници и военни, учени, писатели и духовници.

## Фамилия
Хайнрих I фон Гумпенберг се жени за Ирменгарда фон Райхенберг. Те имат четири деца:

- Ирменгарда фон Гумпенберг († сл. 1347)
- Стефан I фон Гумпенберг († 27 април 1346), женен за Аделхайд фон Фрауенберг; имат дъщеря и два сина
- Хайнрих II фон Гумпенберг († 1349), женен вер. за Анна фон Папенхайм; имат син и две дъщери
- Елизабет фон Гумпенберг, омъжена за Улрих фон Айзенхофен

Хайнрих I фон Гумпенберг се жени втори път за Елизабет фон Папенхайм. Бракът е бездетен.